# Wölferbütt
Wölferbütt är en ortsteil i staden Vacha i Wartburgkreis i förbundslandet Thüringen i Tyskland. Wölferbütt var en kommun fram till 31 december 2013 när den uppgick i Vacha. Kommunen Wölferbütt hade 376 invånare 2013.